# Saint-Pierre-de-Bat
Saint-Pierre-de-Bat è un comune francese di 323 abitanti situato nel dipartimento della Gironda nella regione della Nuova Aquitania.

## Società

### Evoluzione demografica
Abitanti censiti